# سمية كلوية
سمية كلوية (بالإنجليزية: Nephrotoxicity )‏ هو أحد الآثار السامة لبعض المواد التي يتعرض لها الشخص، إما أن تكون نتيجة من المواد الكيميائية السامة أو بعض المعادن الثقيلة مثل الالمنيوم، أو عن طريق تناول بعض الأدوية المسببة لتسمم الكلى. هناك أشكال مختلفة من السمية. ولا ينبغي الخلط بين السمية الكلوية مع حقيقة أن بعض الأدوية يكون لها في الغالب إفراز التسمم الكلوي وتحتاج إلى تعديل الجرعة (على سبيل المثال، الهيبارين أو الباراسيتامول).
قد يكون تأثير بعض الأدوية أكثر عمقًا في المرضى الذين يعانون من القصور الكلوي. وقد تؤثر بعض الأدوية وظيفة الكلى في أكثر من طريقة واحدة.

## وصلات خارجية
- Drug-associated renal dysfunction and injury, http://www.nature.com/nrneph/journal/v2/n2/pdf/ncpneph0076.pdf
- Nephrotoxicity related to new therapeutic compounds; http://www.ncbi.nlm.nih.gov/pubmed/15957551